# ハチナビプラス
『ハチナビプラス』は、2010年3月29日から2012年3月30日まで2年間、テレビ西日本が平日に生放送していた福岡県向けの夕方ワイド番組である。ハイビジョン制作（ハイビジョン放送は地上デジタル放送のみ）。

## 番組概要
- 番組は2部構成を採り、1部（15:55 - 16:53）はワイドショー番組『ハチナビプラス ギュギュっと!』（以下、ギュギュっと!）、2部（16:53 - 19:00）はローカルワイドニュース番組『ハチナビプラス TNCスーパーニュースFNN』（以下、スーパーニュース）という、いわゆる「コンプレックス方式」に近い形であり、大株主となっている隣県の系列局・サガテレビの『かちかちワイド』と似た構成だった。

- ただし、ネットワークの編成替えの都合もあり、当初は従来枠で『スーパーニュース』を先行スタートさせ、『ギュギュっと!』は1週遅れの4月5日放送開始となった。また、福岡ローカルの情報コーナーを16時台『ギュギュっと!』に統合したため、『スーパーニュース』の枠は1年ぶりに17時台（スーパーNとしての第1部）も全編東京からのネット受けに変更された。

- なお、『とべとべHawks』が終了し、同時期に開始した土曜日のスポーツニュース番組『DO!すぽ』に統合されたため、番組終了時刻は19時前となっていた。

- その後の2010年8月2日より『ギュギュっと!』が17時台に移動し、放送枠が1時間短縮されて16:53 - 19:00になった。

- これにより、『スーパーニュース』17時台は2年4か月ぶりに完全非ネットとなり、16時台は3か月ぶりにテレビドラマの再放送枠へと戻された。

- 2012年3月23日には『ギュギュっと!』の放送が終了し、17時台もまた4年ぶりにテレビドラマの再放送枠になった。同年4月2日、15時台（14:58 - 16:00）に後継番組の『タマリバ』が編成された。

- また、18時台も同年3月30日をもって終了し、4月2日からは「ハチナビプラス」の冠を外した単独番組『TNCスーパーニュース FNN（第2期）』として放送されている。

## 放送時間
いずれもJST。
| 枠                         | 開始から2010年7月まで            | 2010年8月以降                 | 備考                  |
| -------------------------- | -------------------------------- | ----------------------------- | --------------------- |
| 1部『ギュギュっと!』       | 月曜日 - 金曜日 15:55 - 16:52.30 | 月曜日 - 金曜日 16:53 - 17:54 | 2010年4月5日放送開始  |
| 2部『TNCスーパーニュース』 | 月曜日 - 金曜日 16:52.30 - 19:00 | 月曜日 - 金曜日 17:54 - 19:00 | 2010年3月29日放送開始 |

2010年7月30日まで『TNCスーパーニュース』内では16:53 - 17:54を第1部、17:54 - 19:00を第2部（さらに全国パートの前編・福岡パートの後編に分離）としていたため、実質は3部構成だった。

## 歴代出演者

### 第1部『ギュギュっと!』
TNCと関係の深いよしもとクリエイティブ・エージェンシー福岡事務所、ワタナベエンターテインメント九州支部の所属タレントが多くレギュラーを務めていた。

#### MC
- コンバット満
- つのせかえ（TNCアナウンサー） - 2011年度には金曜担当から外れた。

#### 日替わりコメンテーター
- 中村萬里（筑紫女学園大学教授）
- 手嶋雅彦（博多うま馬社長）
- 帆足千恵（福岡観光コンベンションビューロー広報係長）
- 安東英子（住まいのトータルプロデューサー）
- 福澤三紀子（リトル・ママ編集部）

#### リポーター
- 新垣泉子（TNCアナウンサー） - 月曜日「Ladyっと!」担当。
- 斉藤優（パラシュート部隊） - 火曜日「Jobっと!」担当。
- 吉川貴司 - 水曜日「街っと!」担当。
- 宮島咲良（フリーアナウンサー） - 木曜日「ママっと!」担当。
- 美波ゆい - 金曜日「グルっと!」担当。
- 中川どっぺる（メガモッツ） - 金曜日「グルっと!」担当。
- 池内祐介（元クッキーズ、メガモッツ） - 帯企画「奥さんのすべらない料理」担当。

#### その他のレギュラー
- 阿部哲陽（レモンティー） - 中継担当。
- 早川和美 - 中継担当。
- 香月亜耶乃 - 帯企画「香月亜耶乃の弟子入り!」担当。
- 蔵薗えみり - 帯企画「蔵薗えみりのカフェログ」担当。
- グッチ裕三 - 帯企画「福岡うまいぞぉ!」担当。

### 第2部『TNCスーパーニュース』

#### メインキャスター
2011年度には牧尾に代えて新たに2名を加えた。牧尾と坂梨の役割分担は特にはっきりとはしておらず、2人で分担していたが、2011年度には岸本がメイン、下松と坂梨がサブという形になっていた。ただし、岸本が出られない場合には坂梨がメインを務めた。記者がこの枠を担当するのは『土曜NEWSファイル CUBE』アンカーとなった原満幸以来である。そしてわずか2年で終了後、単独番組「TNCスーパーニュース FNN（第2期）」として3年ぶり復活する。
- 岸本貴博（TNC報道部記者） - 後番組「TNCスーパーニュース FNN（第2期）」も続投。

#### サブキャスター
- 下松小百合（当時:TNC報道部契約記者）
- 坂梨公俊（TNCアナウンサー） - 不定期のみメインキャスターを担当。

#### 気象情報担当
日本気象協会九州支社に所属する気象予報士。前述の『とべホ』打ち切りにより、ニュース内の気象情報は19時前の放送となった。コーナー名は『FNNハチナビ スーパーニュース』と変わらず“●○（ひらがな）さんのおてんき”。
- 木地智美 - 月曜を担当。
- 手嶋準一 - 火曜から金曜を担当。

#### テーマソング
- ROMANCE FOR STRINGS（DAISHI DANCE Remix） / 金原千恵子

### 途中降板した出演者
- 川谷伊代 - 第1部内インフォマーシャル「ギュギュっと!アプリ」を担当。
- 四位知加子（TNCアナウンサー） - 金曜第1部のコーナーを担当。
- 木下貴信（パタパタママ） - 「福岡よか街ベスト5」を担当。
- 牧尾結衣（当時:TNCアナウンサー） - 2010年度には18時台ニュースパートを担当、2011年度には金曜第1部の進行役を担当。
- 新垣泉子（TNCアナウンサー） - ハチナビプラス TNCスーパーニュースFNN、牧尾の代理でキャスターを担当。

## 主なコーナー

### 第1部『ギュギュっと!』
- Ladyっと!（月曜日）
- Jobっと!（火曜日）
- 街っと!（水曜日） - コーナーそのものは「福岡真相ファイル」である。
- ママっと!（木曜日）
- ぐるっと!（金曜日）
- 満Day（月曜日） - 「パパ満」と「勝手に宣伝マン」のいずれかが週替わりで放送されていた。
- 香月亜耶乃の弟子入り!（火曜日）
- 蔵薗えみりのカフェログ（水曜日）
- つのせかえの知りたい×2福岡のすごい人（木曜日）
- 3位を当てましょう!（金曜日）
- 牧尾ゆいのホップ・ステップ・ワイフ（金曜日）
- 奥さんのすべらない料理（帯企画）

### 第2部『TNCスーパーニュース』

#### 前編
- フジテレビからの全国ニュース

#### 後編
- 福岡県と周辺県のローカルニュース
- 特集
- とべとべスポーツ
- はて??ナビ